# فيتالينا فاريلا
فيتالينا فاريلا (بالبرتغالية: Vitalina Varela‏) (من مواليد 1966) هي مُمثلة من الرأس الأخضر.

## سيرتها الشخصية
وُلدت فيتالينا فاريلا في الرأس الأخضر. تزوجت لاحقا من خواكين فاريلا في الثمانينيات، ورُزقا الزوجان بطفلين. كان خواكين عاملا مُهاجرا، وقد توفي سنة 2013. شاركت فاريلا في أول فيلم لها سنة 2014 من خلال تجسيدها لدور صغير في فيلم «مال الحصان» (بالبرتغالية: Cavalo Dinheiro‏) لمُخرجه بيدرو كوستا.
في سنة 2019، لعبت دور البطولة في الفيلم البُرتغالي «فيتالينا فاريلا» (بالبرتغالية: Vitalina Varela‏) لمُخرجه بيدرو كوستا دائما. كانت فاريلا في الفيلم تُؤدي شخصية امرأة متزوجة من رجل، وكان الثنائي في خضم بناء منزلهما الخاص، إلا أن الزوج اختفى فجأة في ظروف غامضة. بعد مرور ما يقرب من 40 عامًا، غادرت فاريلا الرأس الأخضر في اتجاه لشبونة للبحث عن زوجها، إلا أنها اكتشفت أنه تُوفي في الأسبوع الماضي وأنها فاتتها الجنازة. بعد فترة، تلتقي بالكاهن الذي ترأس الجنازة، والذي تعرفت عليه منذ سنوات. تتناقش فاريلا والكاهن حول موضوع طبيعة الإنسانية وحول زوجها.
تستند أحداث الفيلم إلى التجارب الشخصية لفيتالينا فاريلا، حيث أنها أتت بالفعل إلى لشبونة بعد ثلاثة أيام من وفاة زوجها. أشاد بيتر برادشو من صحيفة الغارديان بأدائها ووصفه بأنه «كرامة جامحة بشكل كبير ونظرة صافية». كتب جو مورغينستيرن من صحيفة وول ستريت جورنال ما يلي: «وجه فاريلا مُعبر مثل نجم سينمائي صامت». حصلت فاريلا عن هذا الدور على جائزة أفضل ممثلة في مهرجان لوكارنو السينمائي في لوكارنو في سويسرا، بينما حصل الفيلم على جائزة الفهد الذهبي لأفضل فيلم.

## أفلامها
- 2014: «مال الحصان» (بالبرتغالية: Cavalo Dinheiro‏)
- 2019: «فيتالينا فاريلا» (بالبرتغالية: Vitalina Varela‏)

## روابط خارجية
فيتالينا فاريلا على موقع IMDb (الإنجليزية)
- فيتالينا فاريلا على موقع قاعدة بيانات الفيلم (الإنجليزية)